# La Peau de chagrin (Klebe)
Pour les articles homonymes, voir La Peau de chagrin (homonymie).
La Peau de chagrin est un opéra de Giselher Klebe qui a  écrit lui-même le livret sous le titre Die tödlichen Wünsche, (Les Vœux mortels). Le thème est tiré du roman d'Honoré de Balzac La Peau de chagrin.
Opéra en trois actes composé de quinze scènes lyriques, il a été présenté pour la première fois le 14 juin 1959 au Deutsche Oper am Rhein de Düsseldorf.